# Marcos Dajczer
Marcos Dajczer (Buenos Aires, 19 de novembro de 1948) é um matemático argentino, conhecido por seu trabalho em geometria e topologia.
Dajczer obteve um doutorado no Instituto Nacional de Matemática Pura e Aplicada em 1980, orientado por Manfredo do Carmo.
Recebeu em 2006 a condecoração da Ordem Nacional do Mérito Científico por seu trabalho em matemática.

## Publicações selecionadas
- do Carmo, M. ; Dajczer, M. (1983) . "Rotation hypersurfaces in spaces of constant curvature", Transactions of the American Mathematical Society, Volume 277, Number 2, pp. 685–709.
- do Carmo, M. ; Dajczer, M. (1982) . "Helicoidal surfaces with constant mean curvature", Tohoku Mathematical Journal Second Series, Volume 34, Number 3, pp. 425–435.
- Submanifolds and Isometric Immersions (1990, Mathematics Lecture Series) ISBN 9780914098225